# 集寧南駅
集寧南駅（しゅうねいみなみえき、モンゴル語：ᠵᠢᠨᠢᠩ ᠤᠨ
ᠡᠮᠦᠨ᠎ᠡ
ᠥᠷᠲᠡᠭᠡ　転写：Jining-un emün-e ortege）は、内モンゴル自治区ウランチャブ市集寧区に位置する中国国鉄の駅。フフホト鉄路局に属する。

## 利用可能な鉄道駅
中華人民共和国鉄道部（中国国鉄）
京包線
集包線
集通線
集二線
張集線

## 歴史
- 1919年 - 開業。

## 隣の駅
中華人民共和国鉄道部（中国国鉄）
京包線・集包線
古営盤駅 - 集寧南駅 - 葫蘆駅
集通線
集寧南駅 - 集寧駅
集二線
集寧南駅 - 集寧駅
張集線
古営盤駅 - 集寧南駅